# ANWB

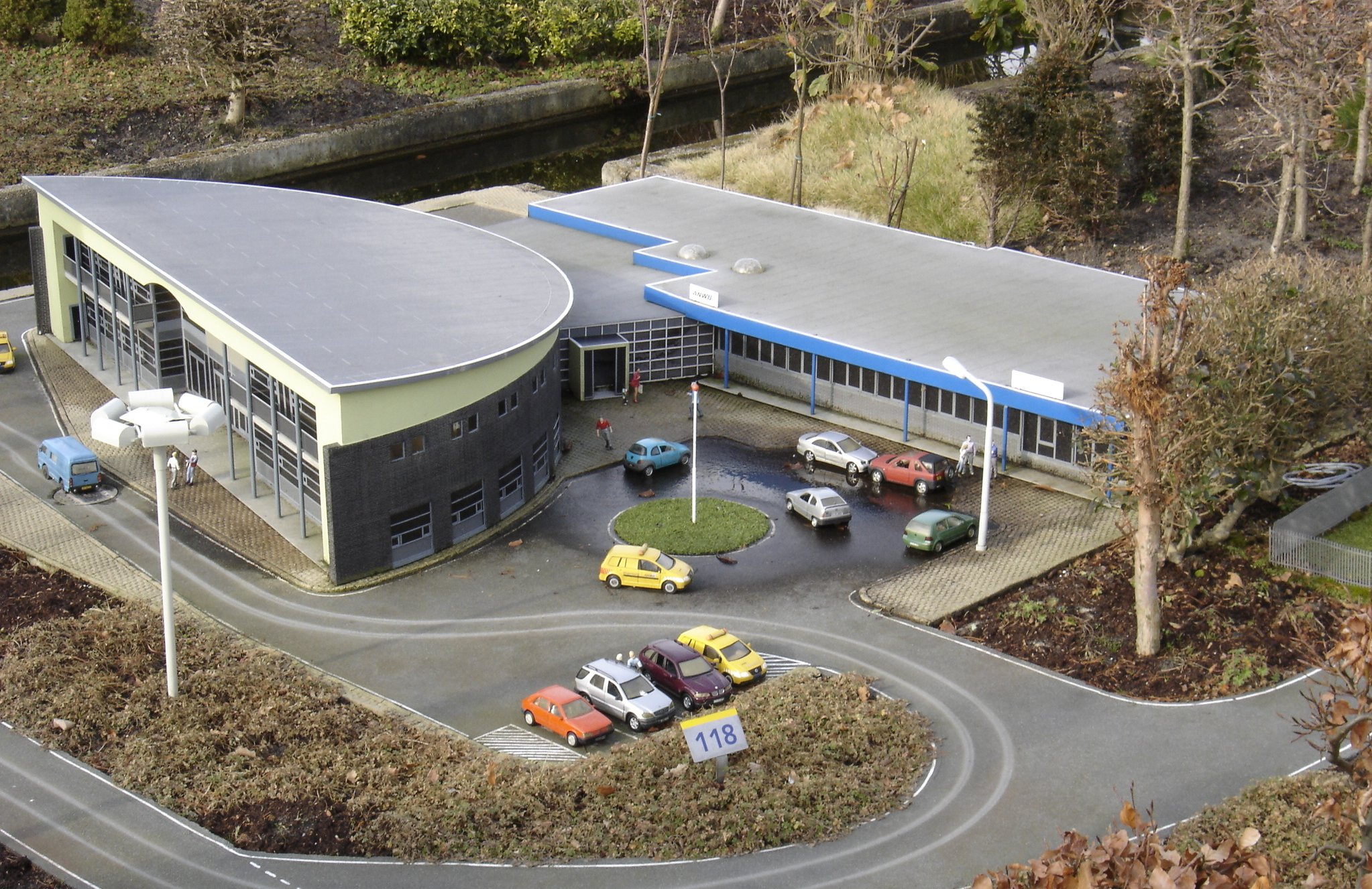
Model in Madurodam van het wegenwachtstation in Badhoevedorp.

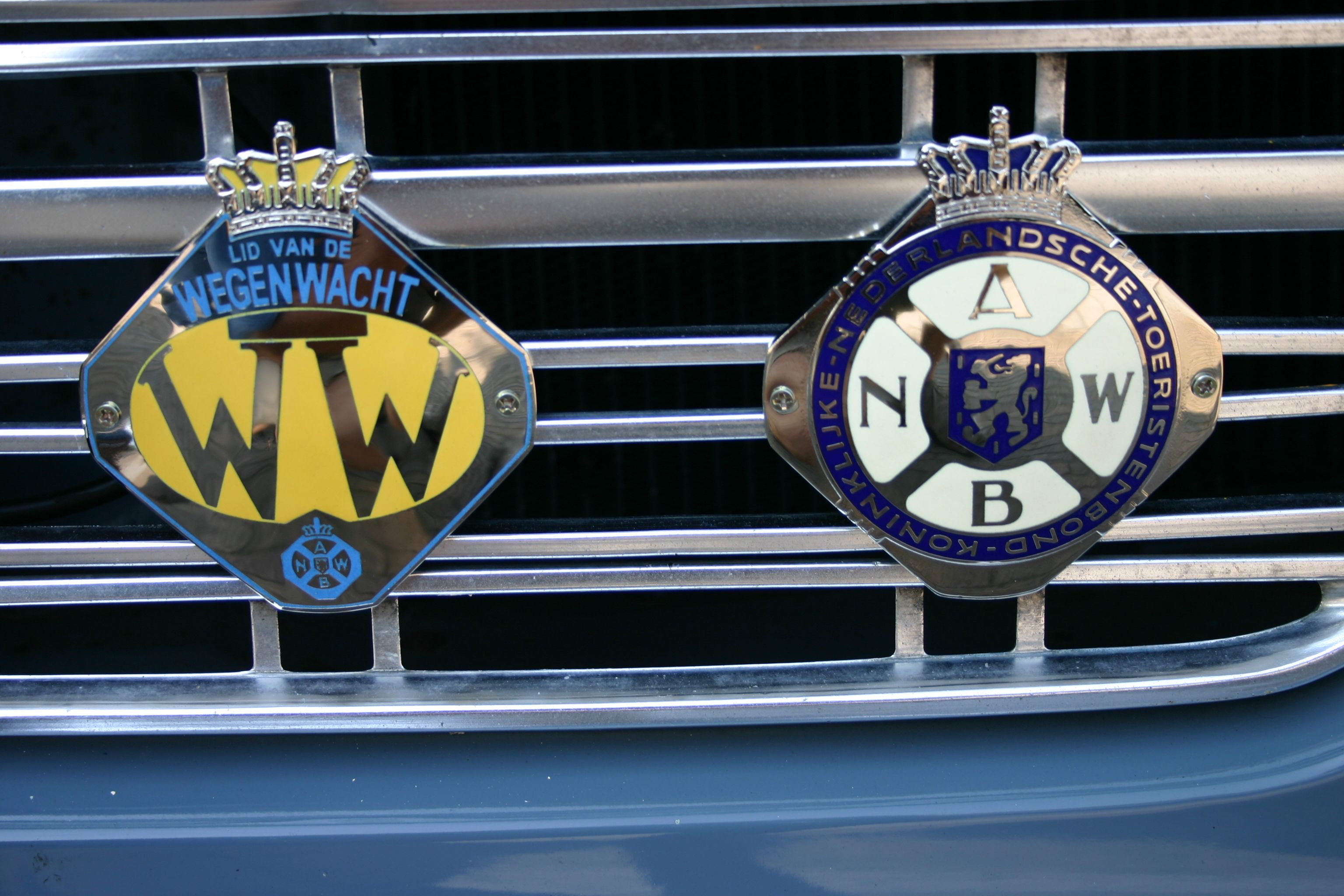
ANWB- en WW-schildjes op de auto, vroeger bewijs van lidmaatschap: met lidnummer gegraveerd in de ruimte onder "wegenwacht".

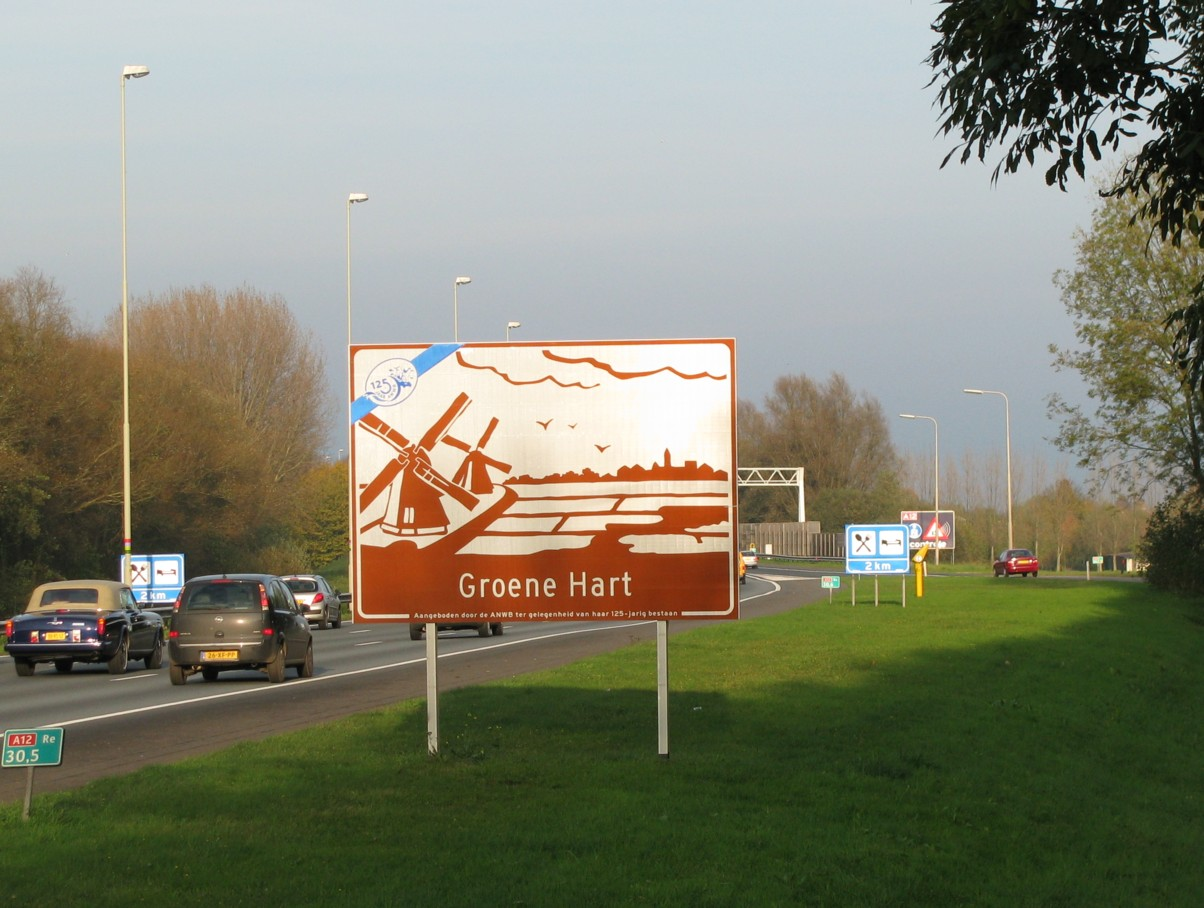
Toeristisch bord, geplaatst vanwege 125-jarig bestaan ANWB

De Koninklijke Nederlandse Toeristenbond ANWB (afkorting voor Algemene Nederlandse Wielrijdersbond) is een Nederlandse organisatie voor verkeer en toerisme. De ANWB is lid van de Fédération Internationale de l'Automobile

## Algemeen
De ANWB werd op 1 juli 1883 opgericht door leden van de Haagse en de Haarlemse Vélocipèdeclubs, met onder anderen Edo Johannes Bergsma en Dirk ter Haar onder de naam Nederlandsche Vélocipèdisten-Bond. Het was een gevolg van een spontane ontmoeting van leden van beide clubs eerder dat jaar in hotel-restaurant 'Het Wapen van Friesland' te Hillegom. In totaal waren er toen 200 leden. Twee jaar later werd de naam veranderd in Algemeene Nederlandsche Wielrijders Bond, waar de afkorting A.N.W.B. vandaan komt. Sinds de vereniging formeel 'toeristenbond' heet (1905), hebben de letters ANWB wel weerklank, maar geen betekenis meer.

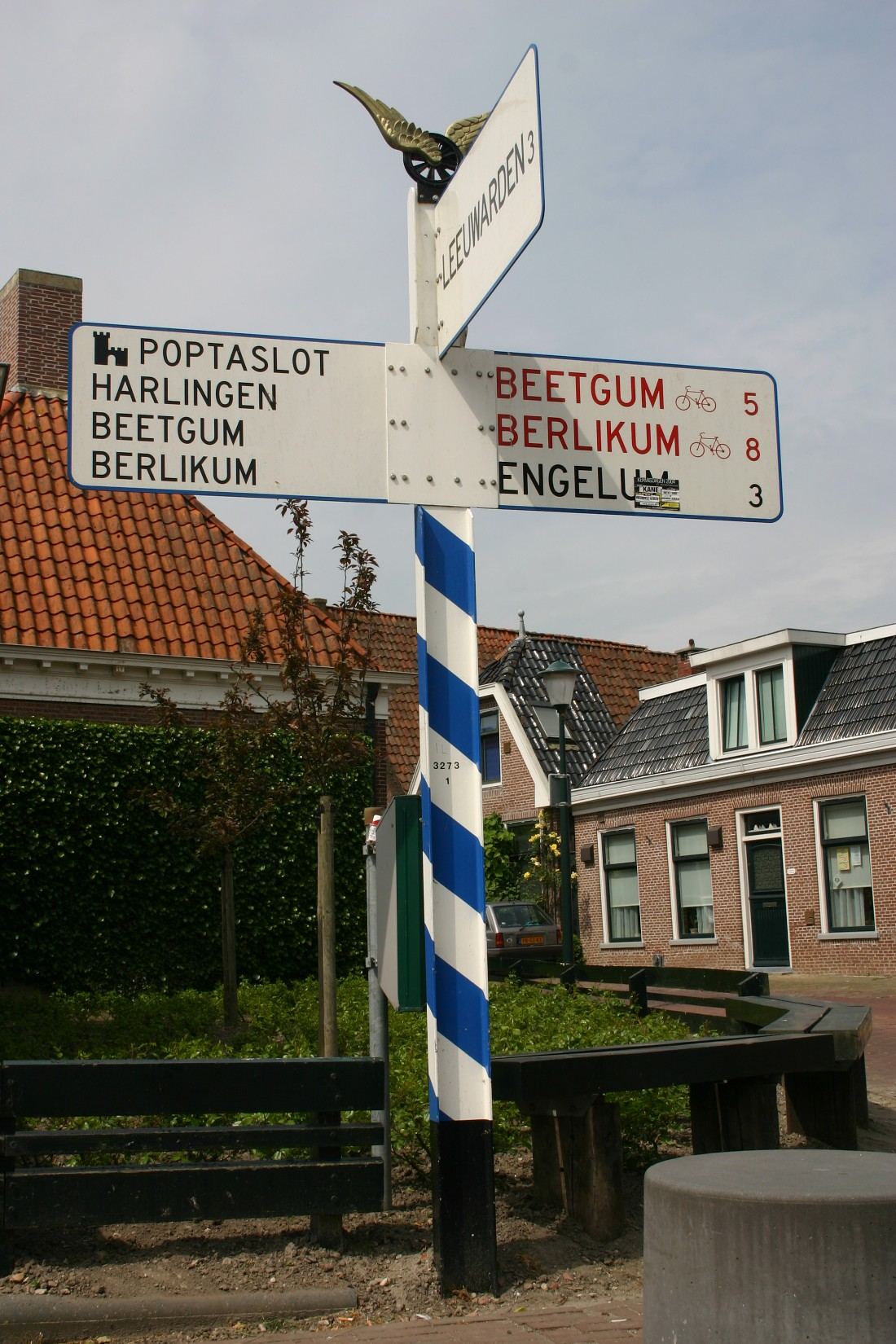
De ANWB is ook bekend van de bewegwijzering; foto uit 2004. Het monopolie dat de ANWB hier in de praktijk ooit op had, met de overheid als opdrachtgever, bestaat niet meer.

In de eerste periode bevorderde de bond het recreatief fietsen door het ijveren voor fietspaden, het plaatsen van wegwijzers en het selecteren van "bondshotels": door de bond erkende overnachtingsplaatsen. Op 28 mei 1893 werd de eerste stap gezet naar juridische hulpverlening voor de leden door het instellen van de "Rechtsgeleerde Commissie".

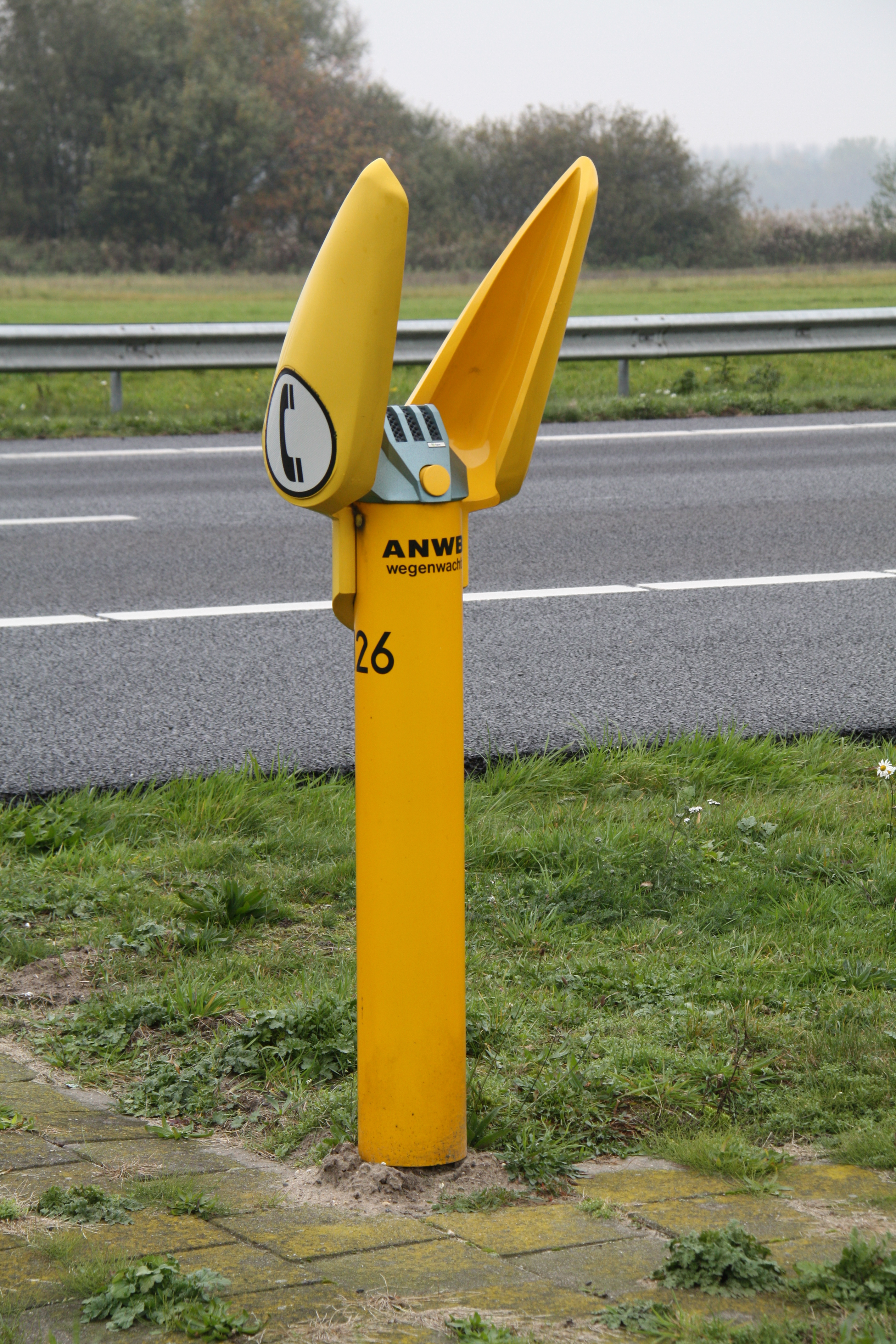
ANWB-praatpaal

De bond houdt zich sinds het eind van de negentiende eeuw niet alleen maar bezig met fietsers, maar ook met automobilisten, wandelaars, ruiters, motorrijders, watersporters, wintersporters en kampeerders.
De ANWB had 4.307.214 leden op 1 januari 2016 en is daarmee de grootste vereniging van Nederland. Deze leden ontvangen de Kampioen, het grootste Nederlandstalige tijdschrift. Een ander tijdschrift van de ANWB is de KampeerKampioen. Zichtbaar in het Nederlandse landschap zijn de talloze wegwijzers van de ANWB, waaronder vanaf 1919 de paddenstoelen, gericht op fietsen en wandelaars.
Naast het verkopen van verzekeringen, reizen en testen zijn ook de Wegenwacht (opgericht in 1946), een alarmcentrale en rechtshulpactiviteiten van de ANWB. Daarnaast is de bond uitgever van reisgidsen. Ook verzorgt de ANWB de bewegwijzering op lokale en provinciale wegen. Voor het rijkswegennet heeft de bond deze taak in 2004 moeten afstaan aan het bedrijf Tebodin. Ook de gemeente Rotterdam besloot in 2005 de bewegwijzering voortaan aan te besteden.
Sinds het einde van de jaren tachtig brengt de ANWB ook verkeersinformatie voor regionale en landelijke radiozenders. In 1998 sloot de ANWB een overeenkomst met de Nederlandse Publieke Omroep om filemeldingen te verzorgen op alle landelijke publieke radiozenders. In 2006 werd de verkeersinformatieafdeling bij een grote reorganisatie ingekrompen.
Door concurrentie tussen de Wegenwacht van de ANWB en Route Mobiel, een concurrerende pechhulpverleningsdienst, raakte de ANWB ruim 100.000 leden kwijt. Route Mobiel en de ANWB voerden regelmatig juridische procedures tegen elkaar waarbij ze elkaar beschuldigden van oneerlijke concurrentie.
Als reactie op de Algemene Nederlandse WielrijdersBond (ANWB) werd in 1975 de Eerste Enige Echte Nederlandse Wielrijdersbond (ENWB) opgericht (de latere Fietsersbond). Nadat de rechter een paar jaar besliste dat de naam te veel op ANWB leek en moest worden veranderd, werd de naam van de bond veranderd in Echte Nederlandse Fietsersbond (ENFB).
De ANWB is belangrijk als lobbyorganisatie voor de Nederlandse automobilisten. Als een voorbeeld van de invloed van de bond op de Nederlandse politiek is het volgende genoemd: Nadat de ANWB in januari 2010 een ledenraadpleging over de toen voorgestelde kilometerheffing in Nederland had aangekondigd, zei minister Eurlings dat, mocht de raadpleging en daarmee het advies van de ANWB negatief uitvallen, de kilometerheffing niet zou worden ingevoerd. Dit kwam hem vervolgens op kritiek in de Tweede Kamer te staan.
In 2024 telde de ANWB 4,6 miljoen leden.

## Hoofdkantoor
Het hoofdkantoor van de ANWB uit 1962 ligt aan de rand van het landgoed Clingendael, op de grens van Wassenaar en Den Haag.

## Activiteiten van de ANWB
De ANWB biedt verschillende diensten aan voor zowel leden als niet-leden.
- Wegenwacht, hulpverlening bij pech
- Alarmcentrale, een meldkamer op gebied van personen- of voertuighulp
- Traumahelikopters, de dochteronderneming ANWB Medical Air Assistance (MAA) biedt medische hulp per helikopter bij zeer ernstige ongevallen
- Rechtshulp op het gebied van mobiliteit, recreatie en toerisme
- Advies en informatie op het gebied van auto's, caravans, kamperen en watersport
- Uitgeverij van reisgidsen, boeken, kaarten en tijdschriften
- Autoverkoopservice

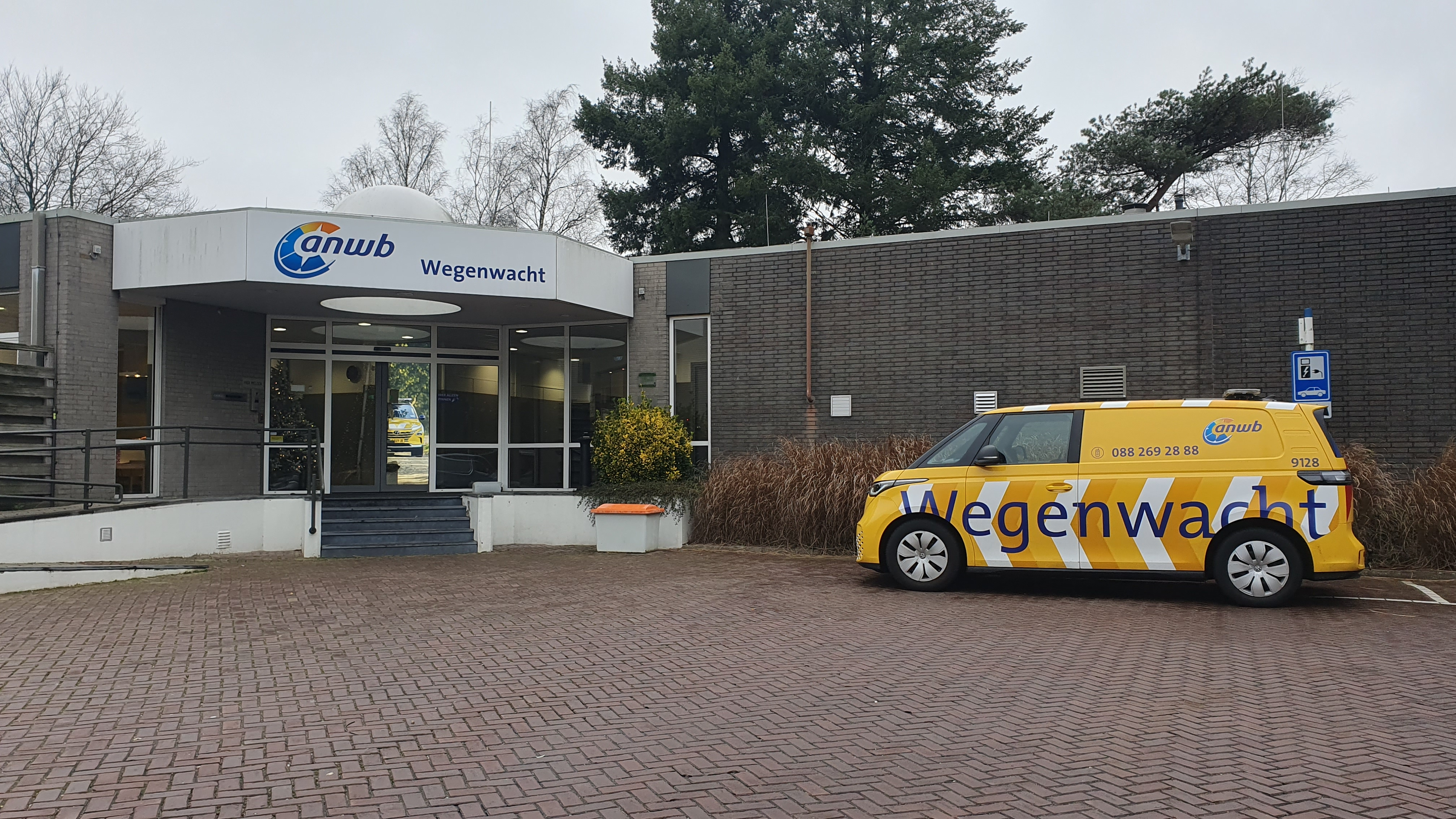
ANWB Wegenwachtstation in Wolfheze

- Verkeersinformatie voor regionale en de landelijke publieke radiozenders (NPO Radio 1, NPO Radio 2, NPO 3FM, NPO Radio 4 en NPO Radio 5)
- Uitbaten van ANWB-winkels
- Trainingen voor beroepschauffeurs en particulieren op het Test- en Trainingscentrum in Lelystad
- Rijopleidingen
- Verzekeringen
- Reizen via diverse dochterondernemingen
- Ticketverkoop via Land van ANWB (binnenland) en ANWB Tickets (buitenland)
- ANWB Energie, leverancier van gas en elektriciteit
- ANWB Parkeren, een aanbieder van mobiel parkeren
- ANWB Oplaadservice: snelladen voor elektrische auto langs de snelweg en op ANWB locaties
- ANWB Golf, (digitale) golfclub
- Verkeerslessen op basisscholen (Streetwise)
- Verkeerslessen voortgezet onderwijs (Streetwise Next Level)
- Private Lease (Auto & Fiets)
- Creditcards
- ANWB AutoMaatje, vervoer voor minder mobiele buurtgenoten door vrijwilligers
- ANWB Kinderfietsenplan, ieder kind op de fiets

## Hoofddirecteuren
- Hendrik Johan van Balen (1896-1973), 1930-1960
- A. Blankert (1913/1914-1982), 1960-1979
- B. IJntema, 1979-1986
- Paul Nouwen (1934-2009), 1987-1999
- Guido van Woerkom (1955), 1999-2014
- Frits van Bruggen, 2014-2021
- Marga de Jager, april 2021 - heden

## Historische beelden
- Wedstrijd vélocipèdes, vanwege 60-jarig bestaan ANWB, Polygoonjournaal, 1943
- ANWB-verlichtingsservice, Polygoonjournaal oktober 1964
- Bioscoopjournaal uit 1979, met aandacht voor de door ANWB aangeboden winterinspecties van de auto om voorbereid te zijn op een strenge winter (zoals de winter van 1978-1979).